# 桓彬
桓彬（133年－178年），字彥林，沛郡龍亢（今安徽懷遠龍亢鎮）人，東漢文學家，與蔡邕齊名。著有《七說》及《書凡》三篇。桓麟之子。

## 生平
少年時期與蔡邕齊名。後舉孝廉，拜尚書郎。與左丞劉歆、右丞杜希交善，因不願與宦官同流合汙，而未與曹節之女婿馮方相交，遭怨恨，而被誣為酒黨。尚書令劉猛力保之，不舉正其事，引起曹節之震怒，遭彈劾，以為阿黨，請收下詔獄，遭免官禁錮。桓彬遂遭免官。